# گرینیی، اسون
شهر گرینیی، اسون (به فرانسوی: Grigny, Essonne) در شهرستان اسون در ناحیه ایل-دو-فرانس با جمعیت ۲۵٬۹۸۱ نفر در کشور فرانسه واقع شده‌است